# 로마령 조지아

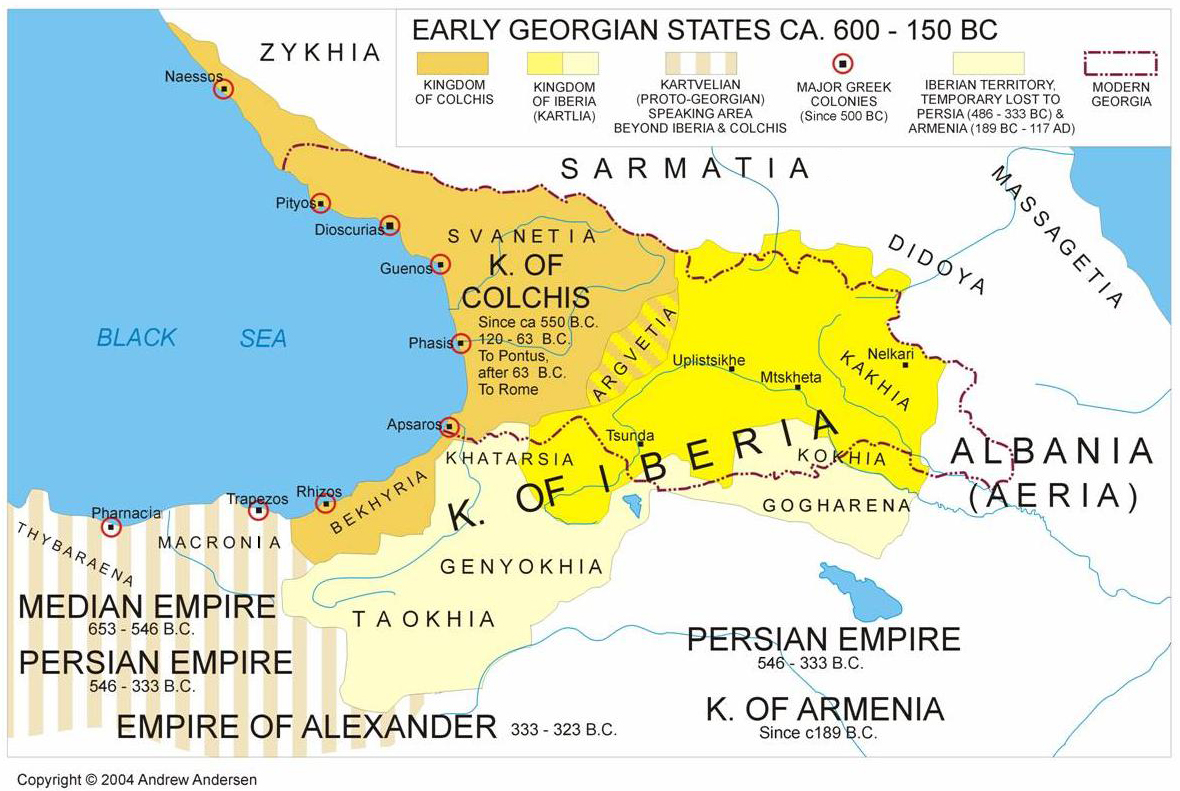
콜키스와 이베리아의 로마 이전의 조지아. 이베리아가 로마의 속국이 되었을 때, 콜키스는 로마의 주의 형태인 "라지쿰"이 되었다.

로마의 조지아는 로마의 지배하에 있던 조지아의 지역이었다. 기원전 1세기와 기원후 7세기 사이에 로마는 직접적으로나 간접적으로 (지금의 동서조지아와 거의 상응하는) 캅카스 지역의 콜키스와 이베리아의 왕국을 지배했다.

## 역사
로마의 정복은 기원전 2세기가 끝날 무렵에 코카서스 지역까지 이르렀다. 그 때는 로마 공화국이 아나톨리아와 흑해로 확장되기 시작할 때였다.

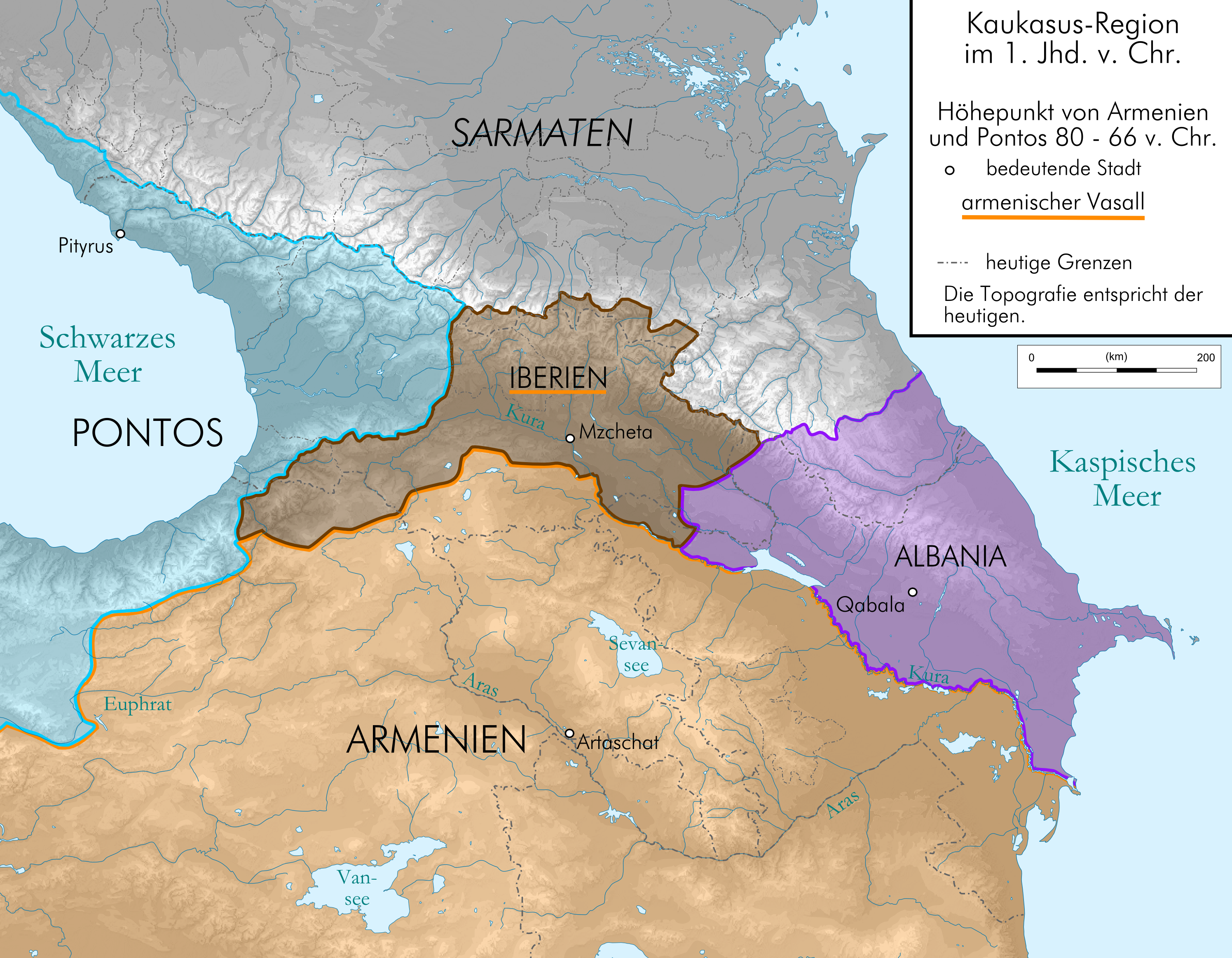
서조지아 파란색 부분은 기원전 65년에 폼페이의 정복 지역이었다.

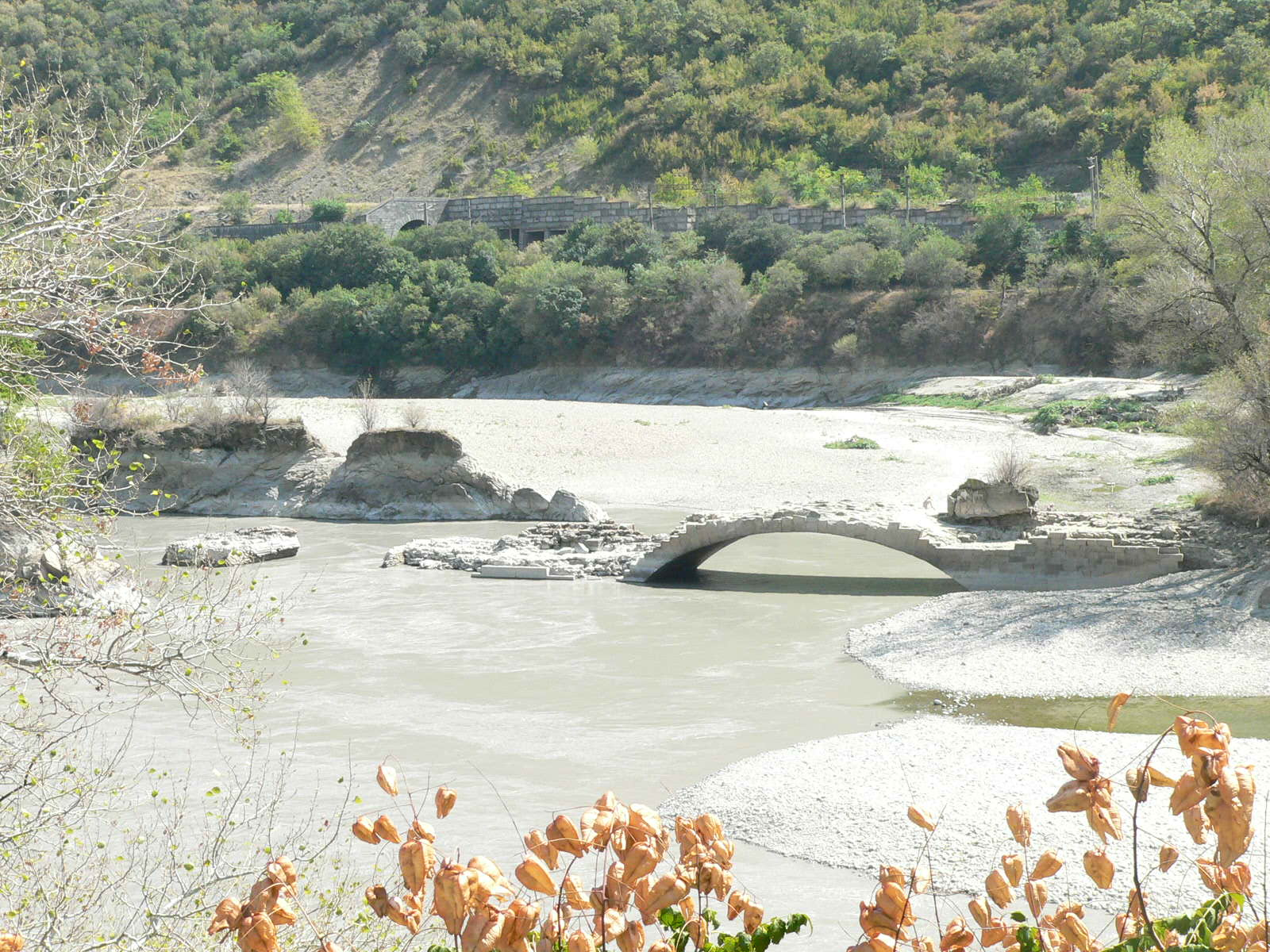
"폼페이의 다리"는 아마도 폼페이의 로마 군단에 의해서 므츠헤타 가까이에서 건설되었을 것이다.

현재 서조지아 지역에는 콜키스 왕국이 있었고, 여러 해에 걸쳐 폰투스 왕국(로마의 적국)의 지배를 벗어나 있었다. 반면에 동쪽에는 "이베리아 왕국"(후일에 아르메니아가 지배함.)이 있었다.
기원전 56년의 폰토스 왕국의, 폼페이우스와 루쿨루스의 우수한 로마 군대의 출정의 결과로 로마인들에 의해 콜키스를 포함한 그 모든 영토가 완전히 파괴되어 콜키스는 로마 제국에 여성의 주로 합병되었다.
그전에 콜키스 왕국은 로마의 라지쿰 주가 되었다. 네로 황제는 후일에 콜키스를, 63년에는 갈라티아의 주에 합병하고, 81년에는 카파도키아로 합병하였다.
그 다음 600년 동안에는 조지아의 역사에서, 로마와 페르시아(현재는 이란)과의 전쟁터였다고 한다. 파르티아와 사산은 캅카스와 아르메니아 지역을 통치하려는 로마제국에 대항하여 오랫동안 전쟁으로 싸웠다.
해안의 모든 중요한 요새들이 로마에 의하여 점령되었다는 사실에도 불구하고, 로마의 통치는 조금 느슨했다. 아니케투스 휘하에 있던 폰토스와 콜키스의 사람들은 로마에 대항하여 중대한 반란을 일으켰지만, 그 반란은 실패로 끝났다.
저지대와 해안 지역들은 산악 부족들 중에서 가장 강한, 사나운 소아네스와 헤니오치에게, 빈번히 급습을 당했다. 실제로는 로마에 명목상의 헌상물을 지불했던, 조지아인들은 트라야누스가 114년에 아르메니아와 메소포타미아를 점령할 때 로마의 "종속 주들"로 여겨졌을지라도, 그들 자신의 왕국을 생성했고, 암시적으로 독립을 즐겼다.
기독교가 1세기 초반에 전해졌다. 전승의 기록은 성 안드레아, 열혈당원 성 시몬과 성 마타타의 사건과 관계가 있다(그러나, 헬레니즘의, 현지의 이교도와 미트라교의 종교적인 믿음은 그러한 종교들의 믿음이 사라진 4세기까지는 어떠한 방식으로든 널리 퍼져 남아있게 되었다.
콜키스의 조지아 왕국이 로마에 의해 주처럼 관리될 때, 캅카스 이베리아는 자유롭게 로마의 보호를 인정했다. 므츠헤타에서 발견된 석비문에는 1세기 통치자 미트라트 1세(58~106년)가 "카이사르의 친구"이며, "로마가 사랑하는 이베리"의 왕이라고 했던 말이 새겨져 있다. 베스파시아누스 황제는 75년에 이베리아 왕을 위하여 마르자미의 고대 므츠헤타 지역을 요새화했다.
2세기에, 이베리아는 그 지역에 그녀의 요지를 강화했고, 특별히 파르스만 2세 왕의 통치 기간 동안에는 왕은 로마로부터 완전한 독립을 이뤘고 쇠퇴하는 아르메니아로부터 전에 잃었던 영토들을 되찾았다.

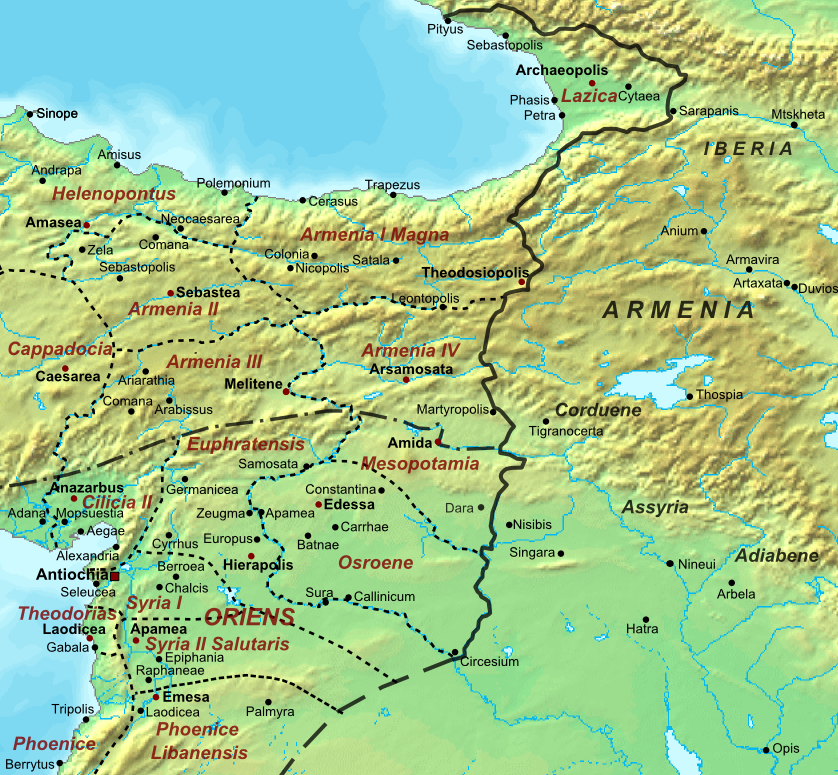
565년에 라지카 주

3세기에는 라지카 왕국을 세운 라지 부족이 콜키스의 대부분을 점령하러 왔고, 콜키스는 국지적으로 에그리시로 알려졌다. 콜키스는 542년부터 562년까지 라지크 전쟁이 절정에 달한, 동로마/비잔티움과 사산 제국 사이의 오래 지속되는 대립의 장소였다.
더욱이, 3세기 초반에, 로마는 캅카스 알바니아와 아르메니아, 조지아 지역을 사산조 페르시아에게 넘겨줘야 했다. 그러나 현재의 조지아의 모든 지역은 300년 쯤에 다시 마르쿠스 아우렐리우스와 디오클레티아누스에 의한 로마의 통제하로 돌아가게 되었다.
라지쿰(또는 라지카) 주는. 3세기 중반에. 잔스, 스반스, 마프시르스, 그리고 사니그스의 작은 군주 공국의 영토들로 구성된 라지카에그리시의 새로운 왕국의 형태로 완전한 독립국으로 발달하여, 자치국의 지휘를 얻게 되었다. 그 새로운 서부 조지아 왕국은 유스티니아누스 1세 통치 기간 동안에 동로마 제국에 의해 흡수될때까지 250년 넘게 존속하였다.
사실상 591년에는 비잔티움과 페르시아에 의해 트빌리시는 페르시아의 손에 넘어갔고, 므츠헤타는 비잔티움 제국의 통제 하로 들어가면서 그 제국들은 코카서스 이베리아를 분할하는데 서로 합의하였다.
7세기가 시작될 때 로마와 페르시아의 일시적인 휴전은 다시 붕괴되었다. 이베리아의 왕자 스테파노즈 1세(약 590~627년경)는 607년에 페르시아의 세력과 결탁하기로 결정했는데, 캅카스 이베리아의 모든 영토들을 재통합하기 위함이었으며 그가 그 목표를 완성시킨 것 같았다.
그러나 헤라클리우스 황제의 공격성은 628년에 페르시아를 초월하는 승리를 가져왔으며 서부와 남부 조지아에서는 로마의 우세가 확실했다. 그 기세는 아랍 제국이 7세기의 두 번째 반기에 캅카스를 침입하여 정복할때까지 계속되었다.
692년에, 흑해 동부 연안 근처에서 벌어진 우마이야와 레온티오스가 이끄는 동로마 제국의 대군 사이의 세바스토폴리스 전투 이후에, 실제로 로마의 존재는 조지아에서 사라지기 시작했다.
서부 조지아의 세바스토폴리스(현재의 수후미)의 비잔티움 제국의 요새는 736년에 아랍의 정복자 마완 2세에 의해 결국 약탈당하고 파괴될 때까지 보존이 계속되었다.

## 로마 기독교
로마가 조지아에 남긴 중요한 유산 가운데 하나는 기독교의 믿음이다.
실제로 기독교는 사도 시몬과 안드레아의 설교를 시작으로, 327년에는 캅카스 이베리아의 국교가 되었다. 조지아는 아르메니아(301년)와 로마 제국(313년) 다음으로 세 번째로 오래된 기독교 국가가 되었다.
327년에 모든 조지아의 기독교로의 마지막 개종은 카파도키아의 성 니나에 의해서 믿음이 확고해졌다. 그녀는 귀족 부모의 외동딸이고 신앙심이 깊었는데, 그의 부친은 대 순교자 성 조지의 친척으로, 로마의 장군 자불론이었고, 모친은 예루살렘의 총대주교의 여동생, 수산나였다.
기독교는 이베리아의 미리안 3세에 의해 327년에 일찌감치 국교로 선언 되었다. 기독교는 문학, 예술과 나라의 통합에 큰 자극을 주었다. 334년에, 밀리안 3세는 이베리아에 첫 번째 기독교 교회의 건축을 명했고, 교회는 379년에 마침내 완공되었다. 조지아의 고대 수도였던 므츠헤타에는 스베티트스코벨리 성당이 자리하고 있다.

## 로마의 기지들
연안의 조지아에서 로마의 존재는 거대했다. 연안에 있는 몇 곳의 로마 기지들(그리고 기지들과 관계있는 모든 시민들이 살고 있던 로마의 몇몇 식민지들)은 수세기 동안 보병 군단이 지켜냈다. 고니오의 요새는 (테어도어 몸젠과 뜻이 같은) 몇몇 학자들에 의해 기원후부터 서부 조지아에 로마 권력의 중심부가 있어왔던 지역으로 여겨진, "압사로스"의 고대 콜키스의 도시이다.

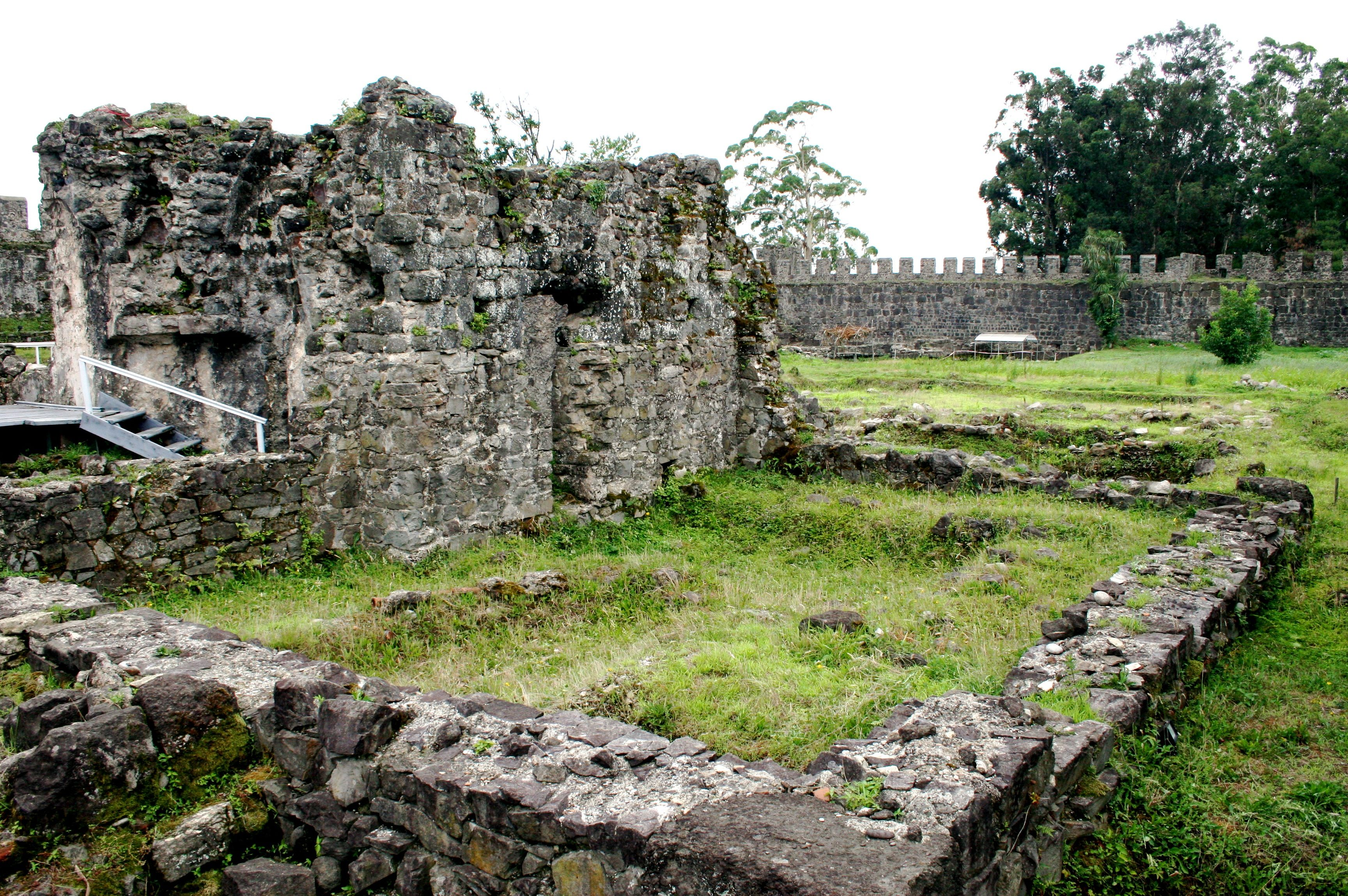
고니오("압사로스"로도 알려짐) : 요새에 있는 로마식 목욕탕의 흔적들

사실상 고고학적인 발견에 따르면 로마 문화는 서 라지쿰에서 널리 퍼졌으며, 동부 콜키스에서는 축소되었지만, (수도 므츠헤타는 제외하고) 축소된 정도는 극히 작다.
주요 로마의 기지들 (그리고 기지와 관련된 도시들) :
- 바투미. 하드리아누스의 명령하에 요새화된 로마 항구로 개조되었고, 후일 유스티누스 1세의 시대(약 550년경)에 "페트라"의 인접한 요새가 발견으로 황량해졌다.
- 가그라. 로카가 "니티카"라는 마을의 이름을 개명했다. 그곳의 입지는 로마가 마을을 요새화하게 이끌었으며, 5세기에는 고트족과 다른 침략자들에 의해서 반복적으로 공격받았다.
- 고니오. 2세기에, 요새화가 잘된 로마의 도시였고, 대략 2000명의 군인들이 주둔했었다. 그 마을은 그 곳의 공연장과 경기장이 유명했다. 8세기에 그 장소는 제노바 상업 거래소가 되기도 했다.[11]
- 피춘다. 기지 주변에는 상업 마을이 번성했다. 13세기 후반에, 그지역은 제노바 상인 단기 거주자들이 거주했으며, 그들에게 제노바 상업 식민지 "페준다"라고 불렸다.
- 파시스. 제3차 미트리다테스 전쟁 기간 동안에, 파시스는(현재의 포티)는 로마의 통제하에 들어갔다. 거기에서 폼페이우스는 그의 에욱시네 함대의 해군 제독, 세르빌루스와 만났다.[12]
- 수후미. 로마의 황제 아우구스투스는 그 도시를 "세바스토폴리스"라고 이름지었다. 마을의 흔적들과 세바스토 폴리스의 로마 성벽은 수면 아래에서 발견되고 있다. 세바스토폴리스는 아랍에 의해서 파괴되던 때인, 736년까지 조지아의 마지막 로마 요새였다.

알차에오폴리스(현재의 노카라케비)는 아우구스투스에 의해 로마가 통치했지만, 4세기 이후에 동로마 제국만큼은 중부 라지쿰에서 그곳에 훨씬 더 거대한 요새를 건설했다. 그 곳은 조지아의 고고학적인 유적지로 이름 높다.
아르마지는 동조지아에 있고, 로마와 관계있는 또다른 요새화된 도시였다. 므츠헤타와 가까운 그 요새는 기원전 65년에 로마 장군 폼페이우스가 이베리아의 아르타그 왕에 대항하여 출정한 기간 동안에, 폼페이에 의해서 함락되었다. 바로 가까이의 므트크바리 강을 건너 폐허가 된 건축물은 그 때로 부터의 연도를 알게 해주며, 폼페이와 그의 군대가 강을 건너던 다리는 아직도 "폼페이의 다리"라고 불린다. 아르마지의 전성기는 이베리아 가 로마 제국과 동맹을 맺었을 때었다. 1867년에 아르마지에서 발굴된 스텔레 석비는 로마 황제 베스파시아누스가 75년에 이베리아의 왕 미트리다테스 1세를 위하여 아르마지를 요새화했다는 것을 보고한다. 그 방어벽은 독특한 위치에 건설되었다. 요새를 현대의 트빌리시의 평지로 넓히기 전에 다리알 협곡의 남쪽 출구를 막은 것은 아마도, 캅카스를 가로질러 로마의 국경 지대를 빈번히 급습하던, 알라니족에 대항하여 예방 대책을 세웠던 것이었다.

## 같이 보기
- 로마 제국
- 콜키스
- 캅카스 이베리아
- 로마 가톨릭

## 참고 문헌
- Braund, David. Georgia in Antiquity: A History of Colchis and Transcaucasian Iberia, 550 BC-AD 562. Oxford University Press. New York, 1994 ISBN 0-19-814473-3
- Haldon, John F. Byzantium in the seventh century. Cambridge University Press. Cambridge, 1997
- Lang, David Marshall. The Georgians. Thames & Hudson. London, 1966
- Mommsen, Theodore. The Provinces of the Roman Empire. Barnes & Noble Books. New York, 1996. ISBN 0-7607-0145-8
- Rosen, Roger. Georgia: A Sovereign Country of the Caucasus. Odyssey Publications. Hong Kong, 1999. ISBN 962-217-748-4
- Sherk, Robert. The Roman Empire: Augustus to Hadrian. Cambridge University Press. Cambridge, 1988. ISBN 0-521-33887-5.
- Toumanoff, Cyril. Studies in Christian Caucasian History. Georgetown University Press. Washington, 1963